# آنه استین اینگستاد
آنه استین اینگستاد (انگلیسی: Anne Stine Ingstad; ۱۱ فوریهٔ ۱۹۱۸ – ۶ نوامبر ۱۹۹۷) دانشمند در زمینه باستان‌شناسی اهل نروژ بود.